# Mary Daly
Mary Daly (Schenectady,  16 oktober 1928  -  Gardner (Massachusetts), 3 januari 2010) was een Amerikaans radicaal-feminist, theoloog en filosoof. Zij was een van de pioniers van de tweede feministische golf.

## Opleiding
Daly behaalde een bachelor Engels aan het College of Saint Rose in Albany (New York) en een master Engels aan de Katholieke Universiteit van Amerika in Washington D.C.. Ze promoveerde in de theologie en de filosofie aan de Universiteit van Fribourg (Zwitserland) In 1965 promoveerde zij een derde maal aan St. Mary's College in Indiana. Van 1966 tot 1999 doceerde zij theologie aan het Boston College van de jezuïeten.

## Werk
Daly beschreef in haar eerste feministische werk The Church and the Second Sex (1968) hoe de katholieke kerk vrouwen systematisch onderdrukt. In het boek roept ze op tot het beëindigen van discriminatie tegen vrouwen in kerkelijke instituten.
Daly werd met haar tweede boek Beyond God the Father (1973) bekend als radicaal-feministe. In het werk bekritiseert ze alle religies als patriarchaal en identificeert ze sociale structuren die volgens haar bijdragen aan de onderdrukking van vrouwen. Daaronder valt volgens Daly de mannelijke en statische beeldvorming van het wezen van God. Hierover zei ze: 'Als God mannelijk is, is de man god'. ‘Gods plannen’ staan volgens haar gelijk aan mannelijke plannen en zijn dus plannen die bijdragen aan de onderdrukking van de vrouw. In Beyond God the Father pleit ze voor een mobilisering van vrouwelijke creatieve kracht om deze onderdrukking te overkomen.
In het in 1978 verschenen Gyn/Eclogy gaat Daly verder in het bestuderen van de ervaringen van vrouwen in het patriarchaat. Ze noemt praktijken van weduweverbranding in India, de verloskunde in de Verenigde Staten, het voetbinden in China, de heksenvervolging in Europa en de genitale verminking in Afrika als voorbeelden van instrumenten voor de psychologische en fysiologische vernieling van vrouwen.
Mary Daly staat bekend om haar speling met taal in het aan de orde stellen van haar overtuigingen. Zo hernoemde zij history als 'her-story', therapist als 'the rapist', en genocide als 'gynocide'.
Daly's feministische maatschappij-analyse kreeg ook veel kritiek. Er wordt onder meer gewezen op haar discriminatie van mannen en op het gynocentrisme in haar werk.
In Nederland is de invloed van Mary Daly vooral terug te vinden in het werk van Catharina Halkes.

## Werken
- Natural Knowledge of God in the Philosophy of Jacques Maritain. Rom 1966: Officium Libri Catholici-Catholic Book Agency.
- The Church and the Second Sex Boston 1969: Beacon Press
- Beyond God the Father: Toward a Philosophy of Women’s Liberation Boston 1973: Beacon Press
- Gyn/ecology: A Metaethics of Radical Feminism Boston 1978: Beacon Press
- Pure Lust: Elemental Feminist Philosophy Boston 1986: Beacon Press
- Outercourse: The Be-Dazzling Voyage San Francisco 1993: Harper
- Quintessence: Realizing the Outrageous Contagious Courage of Women. A Radical Elemental Feminist Manifesto Boston 1998: Beacon Press
- Amazon Grace: Re-Calling the Courage to Sin Big. New York 2006: Palgrave Macmillan